# NGC 6380
NGC 6380 (auch Tonantzintla 1 und Pismis 25) ist ein 35.500 Lichtjahre entfernter Kugelsternhaufen im Sternbild Skorpion. 
Der Sternhaufen wurde am 29. Juni 1834 von John Herschel mithilfe eines 18,7 Zoll-Teleskops entdeckt und später von Johan Dreyer in seinen New General Catalogue aufgenommen.
NGC 6380 wurde lange Zeit für einen offenen Sternhaufen gehalten. Unabhängige Untersuchungen von Andrew David Thackeray mit dem 74 Zoll Radcliffe Telescope in Pretoria und von Paris Pişmiş im Tonantzintla-Observatorium offenbarten in den 1950er Jahren seine wahre Natur.